# Leandra kleinii
Leandra kleinii är en tvåhjärtbladig växtart som beskrevs av Alexander Curt Brade. Leandra kleinii ingår i släktet Leandra och familjen Melastomataceae. Inga underarter finns listade i Catalogue of Life.